# 国際幸福デー
国際幸福デー（こくさいこうふくデー、英: The International Day of Happiness）は、国際連合が定めた国際デー。3月20日に祝われる。ハピネスデーや幸福の日としても知られる。
2012年6月28日に国連顧問のジェイム・イリエン（Jayme Illien）が提唱し、国際連合総会で193ヶ国の加盟国が満場一致で、国際連合総会決議66/281として採択。2011年に Illien Global Public Benefit Corporationによって幸福やウェルビーイングを啓発、促進する多年キャンペーンとして開始された。

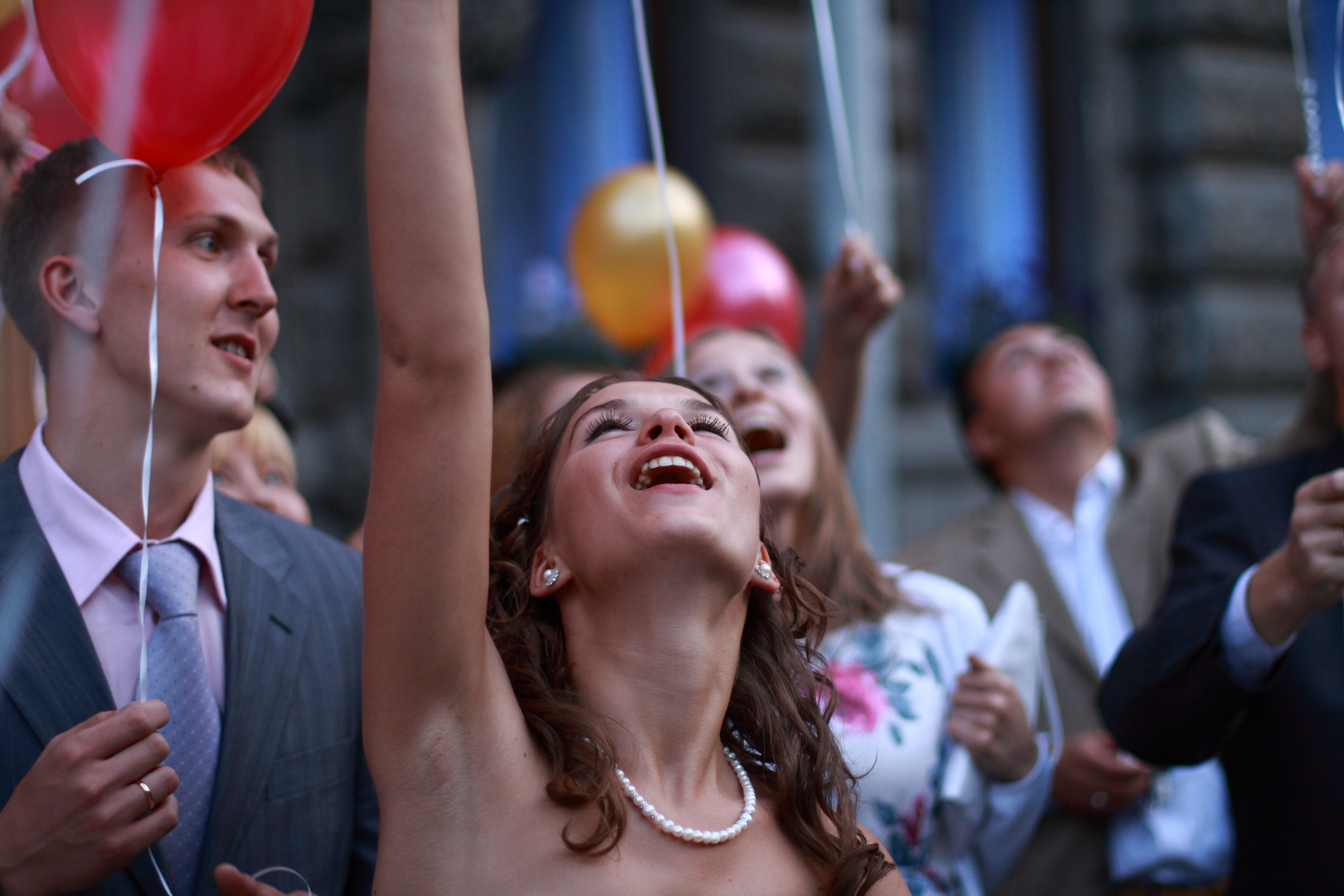
幸福の風船